# Landtagswahlkreis Siegen-Wittgenstein II
Der Landtagswahlkreis Siegen-Wittgenstein II ist ein Landtagswahlkreis in Nordrhein-Westfalen. Er umfasst die Gemeinden Bad Berleburg, Bad Laasphe, Erndtebrück, Hilchenbach, Kreuztal, Netphen und Wilnsdorf im Kreis Siegen-Wittgenstein.
Der Wahlkreis wurde zur Landtagswahl 2005 neu errichtet. Gegenüber der bisherigen Einteilung verlor Siegen-Wittgenstein II Burbach und Neunkirchen, gewann aber Bad Berleburg, Bad Laasphe und Erndtebrück hinzu, die bisher dem Landtagswahlkreis Hochsauerlandkreis III – Siegen-Wittgenstein I angehörten.

## Landtagswahl 2022
Wahlberechtigt waren 98.410 Einwohner, von denen sich 59,8 % an der Wahl beteiligten.
| Direktkandidat       | Partei   | Erststimmen in % | Zweitstimmen in % |
| -------------------- | -------- | ---------------- | ----------------- |
| Samir Schneider      | SPD      | 33,0             | 30,5              |
| Anke Fuchs-Dreisbach | CDU      | 37,3             | 38,1              |
| Johannes Remmel      | GRÜNE    | 11,1             | 11,2              |
| Carsten Weiand       | FDP      | 4,8              | 5,2               |
| Roland Wiegel        | LINKE    | 1,6              | 1,5               |
| Christian Zaum       | AfD      | 7,3              | 7,4               |
| –                    | Sonstige | 4,9              | 6,0               |

Seit 2017 wird der Wahlkreis durch die Direktkandidatin Anke Fuchs-Dreisbach im Landtag vertreten.

## Landtagswahl 2017
Wahlberechtigt waren 101.133 Einwohner, von denen sich 67,5 % an der Wahl beteiligten.
| Direktkandidat          | Partei   | Erststimmen in % | Zweitstimmen in % |
| ----------------------- | -------- | ---------------- | ----------------- |
| Falk Heinrichs          | SPD      | 33,58            | 33,29             |
| Anke Fuchs-Dreisbach    | CDU      | 43,16            | 36,00             |
| Björn Eckert            | GRÜNE    | 4,32             | 4,36              |
| Manuela Rhode           | FDP      | 7,95             | 11,09             |
| –                       | PIRATEN  | –                | 0,56              |
| Ullrich-Eberhard Georgi | LINKE    | 3,42             | 3,49              |
| Ulrich Wittrin          | ödp      | 0,51             | 0,26              |
| Michael Schwarzer       | AfD      | 7,07             | 7,98              |
| –                       | Sonstige | –                | 2,97              |

Der Wahlkreis wird im Landtag durch die erstmals direkt gewählte Wahlkreisabgeordnete Anke Fuchs-Dreisbach (CDU) vertreten, die der SPD das Direktmandat nach fünf Jahren wieder abnehmen konnte. Der bisherige Wahlkreisabgeordnete Falk Heinrichs schied aus dem Parlament aus, da sein Platz 24 auf der SPD-Landesliste nicht zum Wiedereinzug ausreichte. Heinrichs rückte im Januar 2022 in den Landtag nach.

## Landtagswahl 2012
Wahlberechtigt waren 103.721 Einwohner.
| Direktkandidat        | Partei   | Erststimmen in % | Zweitstimmen in % |
| --------------------- | -------- | ---------------- | ----------------- |
| Monika Brunert-Jetter | CDU      | 37,2             | 29,3              |
| Falk Heinrichs        | SPD      | 42,1             | 41,1              |
| Simon Rock            | GRÜNE    | 6,7              | 8,6               |
| Guido Müller          | FDP      | 4,1              | 7,6               |
| Holger Finkernagel    | LINKE    | 2,8              | 2,0               |
| Tobias Becker         | PIRATEN  | 7,2              | 6,8               |
| –                     | Sonstige |                  | 4,6               |

## Landtagswahl 2010
Wahlberechtigt waren 104.561 Einwohner.
| Direktkandidat          | Partei   | Erststimmen in % | Zweitstimmen in % |
| ----------------------- | -------- | ---------------- | ----------------- |
| Monika Brunert-Jetter   | CDU      | 41,9             | 37,3              |
| Falk Heinrichs          | SPD      | 38,4             | 36,3              |
| Florian Kraft           | GRÜNE    | 8,6              | 9,4               |
| Ferdinand Heimel        | FDP      | 4,9              | 6,3               |
| Ulrich-Eberhardt Georgi | LINKE    | 4,7              | 4,7               |
| Franz Herbert Schneider | Pro NRW  | 1,5              | 1,1               |
| –                       | Sonstige | –                | 4,9               |

## Landtagswahl 2005
Wahlberechtigt waren 105.546 Einwohner.
| Direktkandidat           | Partei | Stimmen in % |
| ------------------------ | ------ | ------------ |
| Michael Sittler          | SPD    | 35,1         |
| Monika Brunert-Jetter    | CDU    | 49,0         |
| Ferdinand Heimel         | FDP    | 5,6          |
| Anke Hoppe-Hoffmann      | Grüne  | 4,5          |
| Reimund Faust            | REP    | 1,3          |
| Rolf Schieber            | PBC    | 0,7          |
| Karl Martin              | NPD    | 0,9          |
| Lothar Schneider         | ödp    | 0,5          |
| Ullrich-Eberhardt Georgi | WASG   | 2,4          |